# Zoltán Fodor
Zoltán Fodor (Budapest, 29 luglio 1985) è un lottatore ungherese, specializzato nella lotta greco-romana.

## Palmarès

### Olimpiadi
- 1 medaglia:
  - 1 argento (Pechino 2008 negli 84 kg)